# Red Dirt Girl
Red Dirt Girl is het negentiende studioalbum van de Amerikaanse countryartiest Emmylou Harris, uitgebracht op 12 september 2000 door Nonesuch Records. 
Het album was een belangrijke ommekeer voor Harris, aangezien elf van de twaalf nummers door haarzelf geschreven of medegeschreven waren. Destijds was ze vooral bekend om haar covers van werk van andere songwriters. Vóór dit album bevatten slechts twee van Harris' lp's meer dan twee van haar eigen composities (Gliding Bird in 1969 en The Ballad of Sally Rose in 1985). Haar volgende album, Stumble into Grace, werd ook door Harris geschreven. Het album bevat "Bang the Drum Slowly", een nummer dat Guy Clark Harris hielp schrijven als elegie voor haar vader. Het album bereikte de derde plaats in de countryalbumhitlijsten van Billboard en won in 2001 de Grammy Award voor Beste Hedendaagse Folkalbum.